# رایدل (جورجیا)
رایدل (به انگلیسی: Rydal) یک منطقهٔ مسکونی در ایالات متحده آمریکا است که در شهرستان بارتوو، جورجیا واقع شده‌است. رایدل ۴٬۰۸۷ نفر جمعیت دارد و ۰٫۰۳۴ متر بالاتر از سطح دریا واقع شده‌است.